# 関税暫定措置法
関税暫定措置法（かんぜいざんていそちほう、昭和35年3月31日法律第36号）は、国民経済の健全な発展に資するため、必要な物品の関税率の調整に関する日本の法律で、関税定率法および関税法に対する特例法である。
1960年（昭和35年）3月31日に公布された。

## 下位法令・通達
- 関税暫定措置施行令 - e-Gov法令検索
- 国際関係の緊急時に特定の国を原産地とする物品に課する関税に関する政令 - e-Gov法令検索
- 関税暫定措置施行規則 - e-Gov法令検索
- 関税暫定措置法施行令第二条第一項又は第二項の証明書の発給に関する省令 - e-Gov法令検索
- エチルアルコール（エタノール）のうちバイオマスから製造したもの及びエチル―ターシャリ―ブチルエーテルのうちバイオマスから製造したエチルアルコール（エタノール）を原料として製造したものの証明書の発給に関する省令 - e-Gov法令検索
- 関税暫定措置法施行令第三十二条第二項第二号の農林水産省令で定める方法を定める省令 - e-Gov法令検索
- 関税暫定措置法施行令第三十二条第二項第三号の農林水産省令で定める方法を定める省令 - e-Gov法令検索
- 関税暫定措置法施行令第二十五条第一項第一号イ及びロに規定する財務大臣が定める所得水準並びに関税暫定措置法第八条の二第一項に規定する特恵受益国等及び同条第三項に規定する特別特恵受益国を告示する件（令和6年財務省告示第89号） (関税と貿易資料室) (PDF)
- 緊急特恵停止措置の運用基準（平成19年財務省、農林水産省、経済産業省告示第1号)(関税と貿易資料室) (PDF)
- 関税暫定措置法基本通達 (関税と貿易資料室) (PDF)
- ロシアを原産地とする貨物に対する適正な関税率の適用について（令和4年4月20日財関第274号）(関税と貿易資料室) (PDF)
- 関税割当制度に関する政令 - e-Gov法令検索
- 酒類用粗留アルコール等の関税割当制度に関する省令 - e-Gov法令検索
- とうもろこし等の関税割当制度に関する省令 - e-Gov法令検索
- 重油及び粗油等の関税割当制度に関する省令 - e-Gov法令検索
- 経済連携協定に基づく関税割当制度に関する政令 - e-Gov法令検索
- 経済連携協定に基づく農林水産省の所掌事務に係る物資の関税割当制度に関する省令 - e-Gov法令検索
- 経済連携協定に基づく経済産業省の所掌事務に係る物資の関税割当制度に関する省令 - e-Gov法令検索
- 経済連携協定に基づく関税の緊急措置に関する政令 - e-Gov法令検索